# Gustavo Naveira
Gustavo Naveira (Comodoro Rivadavia, Argentina, 12 de agosto de 1960) es bailarín, coreógrafo y maestro de tango argentino. Gustavo Naveira es bien reconocido por su análisis de los movimientos del tango argentino hasta sus unidades mínimas. Como resultado de este análisis Gustavo Naveira impulsó el arte de bailar el tango y desarrolló una nueva pedagogía para enseñarlo. Gustavo Naveira y su esposa, Giselle Anne, tienen un estudio de baile en Boulder, Colorado, EE. UU.

## Formación
Gustavo Naveira estaba estudiando economía en la Universidad de Buenos Aires cuando se inscribió en un curso de tango y bailó sus primeros pasos en 1981. Después estudió folklore e hizo cursos breves de danza clásica, moderna y española. Su primer maestro de tango fue Rodolfo Dinzel. También estudió con Pepito Avellaneda, Antonio Todaro, y Gerardo Portalea.

## Tango Nuevo

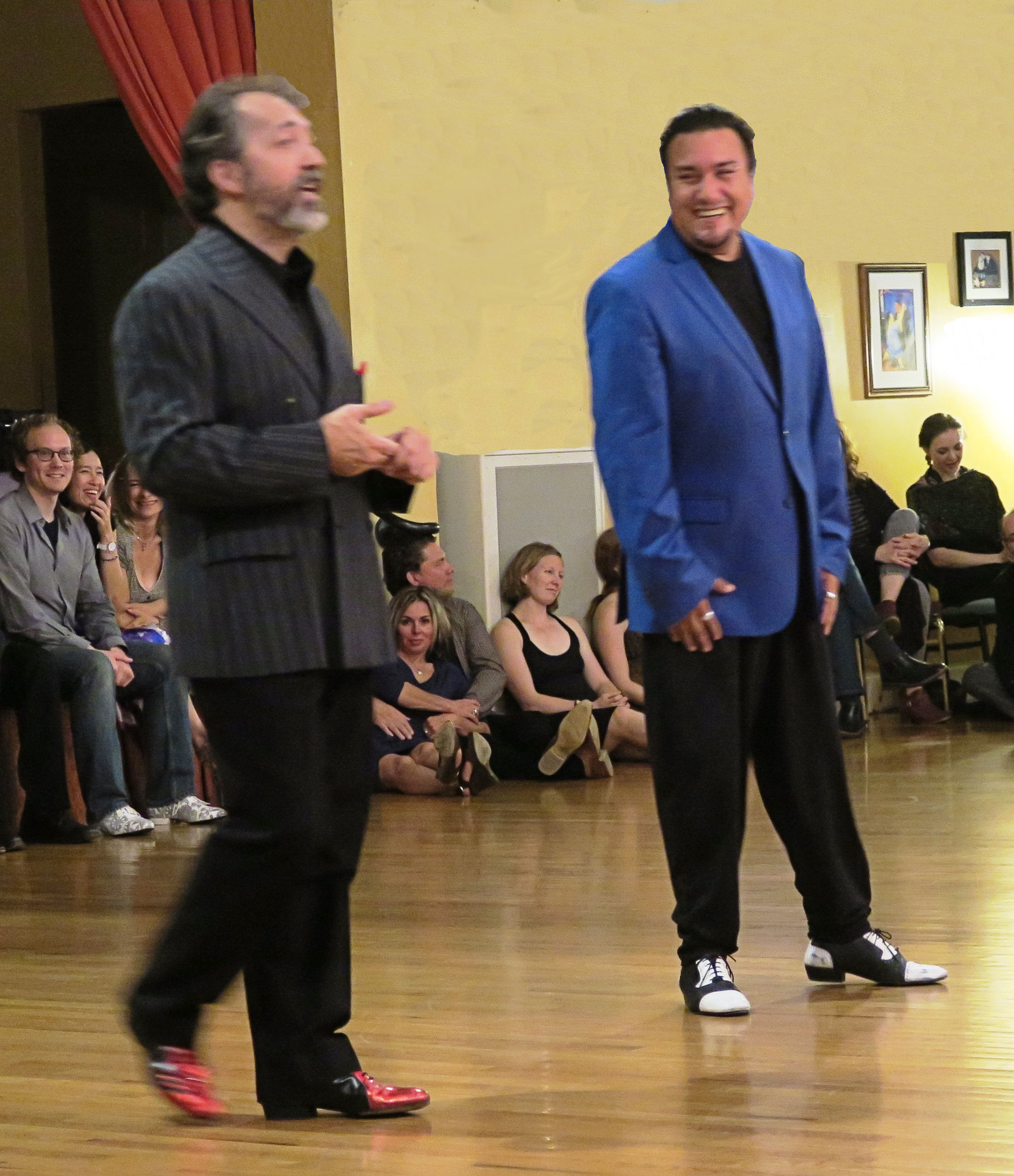
Gustavo Naveira (a la izquierda) y Chicho Frúmboli.

Gustavo Naveira, en la década de los 90, formó un “grupo de investigación” para analizar los movimientos del tango con la meta de entender y expandir las opciones de los bailarines en esta danza.  El grupo,  formado por Gustavo Naveira, Fabián Salas, Dina Martínez y Luciana Valle, se reunió en Cochabamba 444, San Telmo, Buenos Aires. Más tarde Chicho Frúmboli se reunió con el grupo.
El grupo de investigación generó grandes aportaciones al baile. Como resultado de sus investigaciones Gustavo Naveira y su grupo expandieron las posibilidades del tango argentino y crearon una nueva pedagogía para enseñarlo. La nueva pedagogía se aplicó por primera vez en clases en La Galería del Tango.  Los lunes Fabián Salas y Chicho Frúmboli ensañaron las clases, los miércoles Gustavo Naveira las ensañó y los jueves los tres juntos las enseñaron.
A causa de sus investigaciones y la aplicación de los resultados, Gustavo Naveira es reconocido como el fundador del “tango nuevo”, algo que él ha descrito así:

Hay mucha confusión sobre la manera de bailar el tango: puede ser calificada como técnica, forma, o estilo. La frase “tango nuevo” se usa para describir un estilo de bailar, y esto es un error. En realidad tango nuevo es todo lo que  había ocurrido con el tango hasta los ochenta. No es una cuestión de estilo… La frase tango nuevo indica lo que está ocurriendo con el tango en general; es decir que el tango está evolucionando en la actualidad. Tango nuevo no es un estilo más; es sencillamente que el baile de tango está creciendo, mejorando, desarrollándose, enriqueciéndose, y de esta manera nos estamos moviendo hacia una nueva dimensión en el baile de tango.

## Coreografías realizadas
Gustavo Naveira ha coreografiado actuaciones del baile del tango en algunos de los sitios más prestigiosos del mundo incluyendo:
- "Opera Marathon” - de Ricardo Monti dirigida por Jaime Kogan - Coreografía de 2:30 horas para 50 bailarines – (Estreno mundial) TEATRO COLON 1990 - Buenos Aires
- "Rayuela" de Julio Cortázar dirigida por Jaime Kogan - Coreografía para actores -TEATRO PAYRO - Buenos Aires 1993
- "Encore" Coreografía de 45 minutos para una pareja realizada en conjunto con la bailarina francesa Michele Rust - Festival LES HIVERNALES D'AVIGNON 1993 - Aviñón - Francia
- "La Vida es un Tango" Idea, realización, dirección y coreografía en conjunto con  Olga Besio para el Senior Ballet - Teatros ROMA Y EMPIRE 1993 -  Buenos Aires
- "Turbulencia" Coreografía de 50 minutos para 6 parejas - TEATRO MEERVAART  2002 - Ámsterdam - Holanda
- "Fracanapa"  Coreografía grupal de 20 minutos sobre música de Piazzolla para cinco parejas-en La Manufactura Papelera - 2004- 2005 Buenos Aires.
- "Piazzolla Dance Feelings" Coreografía grupal de 20 minutos sobre música de Piazzolla para una pareja - Basilea Suiza 2009 - Eastern Tango Festival
- "Sinfonía de Arrabal" Coreografía grupal de 20 minutos sobre música de Donato  para una pareja - Basilea Suiza 2010 - Eastern Tango Festival
- "Generaciones de Tango " Coreografía grupal de 25 minutos para tres parejas - San Francisco EE. UU. (julio de 2010)  y Estambul Turquía (noviembre de 2010).

## Apariciones en cine
Gustavo Naveira ha participado en estas películas:
- "El Acompañamiento" - Carlos Orgambide 1985 - Buenos Aires
- "Funes un Gran Amor" - Raúl de La Torre 1992 - Buenos Aires
- "Convivencia" - Carlos Galettini 1993 - Buenos Aires
- "La lección de tango" - Sally Potter 1997 - Londres - Paris - Buenos Aires

## Vida personal

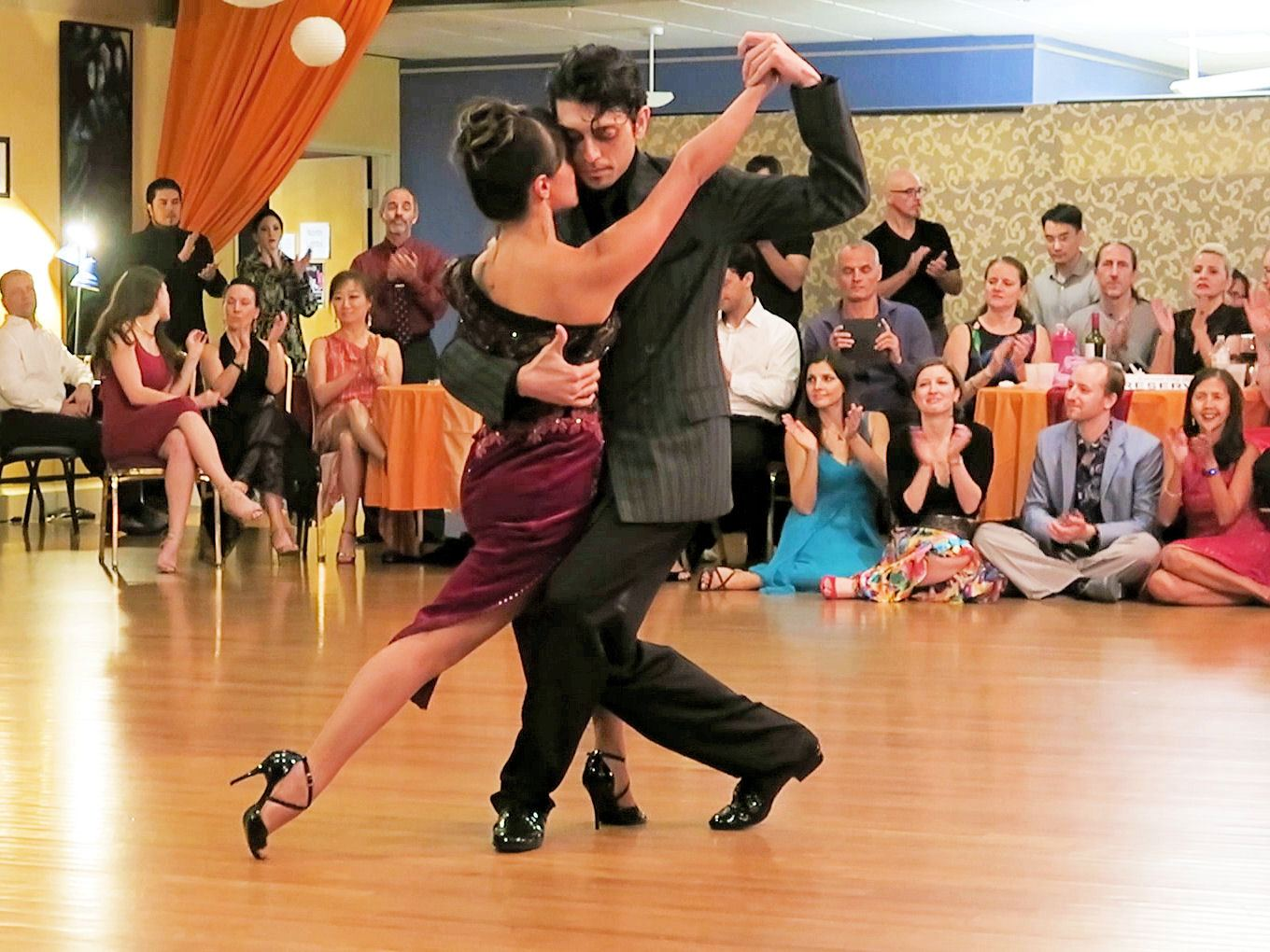
Federico Naveira y Sabrina Masso

Gustavo Naveira tiene dos hijos que han llegado a ser bailarines profesionales: su hija Ariadna Naveira (con su pareja Fernando Sánchez) y su hijo Federico Naveira (con su pareja Sabrina Masso). Está casado con Giselle Anne Naveira, y viven en Boulder, Colorado, EE. UU.